# SHOW TIME (AAAの曲)
『SHOW TIME』（ショータイム）は、AAAの40枚目のシングル。2014年3月26日にavex traxから発売された。

## 概要
- 前作『Love』から約1か月で発売された。
- AAAのシングルとしては初のAAA Party（ファンクラブ）限定で発売された[1]。
- ジャケットA (CD+DVD+BOOK) 、ジャケットB (CD ONLY) の2形態で発売された。
  - CD ONLYに関しては、ファンクラブで購入する際、メンバー別に7種があるが、購入特典のアナザージャケットが選べるだけであり、CDの規格番号は、すべて同じものである。
- 初回限定封入特典（8形態共通）には、8種中1種のトレーディングカードが封入される。
- ジャケットA (CD+DVD+BOOK) のDVDは、本作のPVとメイキングに加え、2014年1月1日に東京渋谷東京体育館にて開催された「AAA NEW YEAR PARTY 2014」のライブやMCの模様がメイキングとして収録されている。
- ジャケットA (CD+DVD+BOOK) のBOOKは、本作の制作風景やメンバーインタビューに加え、前年末の『第55回日本レコード大賞』『第64回NHK紅白歌合戦』のオフショット写真が収められているオフショットブックである。
- ファンクラブ限定のリリースに関し、反応が不安であるが新しい挑戦がしたかったと宇野実彩子が語っている。また、日高光啓はファンクラブの会員でもツアーのチケットが取れなかったという意見を踏まえ、ファンクラブに入っていて良かったと思ってもらえるような事をしたかったとコメントしている[2]。
- 9枚目のオリジナル・アルバム『GOLD SYMPHONY』にはカップリングの「CIRCLE」は収録されたが、表題曲の「SHOW TIME」は2020年に発売されたオールタイム・ベストアルバム『AAA 15th Anniversary All Time Best -thanx AAA lot-』に6年越しで収録された。

## 収録内容

### ジャケットA
CD
1. SHOW TIME (4:20)
（作詞：Yusuke Toriumi / Rap詞：Mitsuhiro Hidaka / 作曲：Big Boom /編曲：ats-）
メインヴォーカルは西島・浦田・與・末吉。シングル表題曲で全員メインヴォーカルでないのは「Miss You」以来、ソロパートがないメンバーがいるのは「Charge & Go!」以来。
"新たな出会いや絆、始まり"をテーマに制作された楽曲となっている[3]。
2. CIRCLE (4:52)
元々は「SHOWTIME」ではなく「CIRCLE」が表題曲の予定であった[2]。
（作詞：Kenn Kato / Rap詞：Mitsuhiro Hidaka / 作曲：Elizabeth, Jihoo）
3. SHOW TIME (Instrumental) (4:20)
4. CIRCLE (Instrumental) (4:50)

DVD
1. SHOW TIME (Music Clip)
2. SHOW TIME (Music Clip Making)
3. AAA NEW YEAR PARTY 2014 MAKING

BOOK
AAA Party 会報誌 特別篇 (36P)

### ジャケットB
CD
1. SHOW TIME (4:20)
2. CIRCLE (4:56)
3. Think about AAA 8th Anniversary 〜season 33〜 (5:44)
4. Think about AAA 8th Anniversary 〜season 34〜 (5:59)